# Estación Oriente (Metrocable de Medellín)
La estación Oriente es la primera estación de la línea T del Tranvía de Medellín en sentido oriente a occidente; y la última de la línea H del Metrocable en sentido noroccidente a occidente.

## Diagrama de la estación
| SUELO     |                                                              |          |
|           | Plataforma lateral, las puertas se abren a la derecha        |          |
| Occidente | ← hacia Estación Alejandro Echavarría (Estación San Antonio) | Terminal |
| Oriente   | → Terminal                                                   | Terminal |
|           | Plataforma lateral, las puertas se abren a la derecha        |          |
|           |                                                              |          |

## Diagrama de la estación - Metrocable
| NIVEL 2          |                    |              |
| Salida / Entrada |                    |              |
| Plataforma en U  | ← Terminal         | Norte        |
| Plataforma en U  | → hacia Las Torres | Noroccidente |
| Salida / Entrada |                    |              |
|                  |                    |              |

- Datos: Q21573537
- Multimedia: Estación Oriente / Q21573537